# Agiez
Agiez es una comuna suiza del cantón de Vaud, situada en el distrito de Jura-Nord vaudois. Limita al norte con la comuna de Montcherand, al este con Orbe, al sureste con Arnex-sur-Orbe, al suroeste con Bofflens, al oeste con Bretonnières, y al noroeste con Les Clées.
La comuna formó parte hasta el 31 de diciembre de 2007 del distrito de Orbe, círculo de Romainmôtier-Envy.